# ジャッキー・ウィルソン (ボクサー)
ジャッキー・ウィルソン（Jackie Wilson、本名：ジャック・ベンジャミン・ウィルソン、1909年1月1日 - 1966年12月2日）は、1940年代のプロボクサーである。アメリカ合衆国アーカンソー州出身。元NBA世界フェザー級チャンピオン。

## 略歴
ピッツバーグをホームタウンとしてキャリアを積み、1941年11月18日、リッチー・レモスを12回判定で下し、NBA世界フェザー級チャンピオンとなる。この時既に32歳の遅咲きの王者誕生だった。
同年12月16日、前王者レモスを返り討ちにして初防衛には成功したが、翌1943年1月18日、ジャッキー・カルーラに12回判定負けで王座を失った。

## 通算戦績
155戦101勝（20KO）45敗8引分け1無判定1無効試合